# Rhagium phrygium
Rhagium phrygium är en skalbaggsart som beskrevs av Daniel K. 1906. Rhagium phrygium ingår i släktet Rhagium och familjen långhorningar. Inga underarter finns listade i Catalogue of Life.